# Диплопия
 Диплопи́я (от греч. diplous — «двойной» и греч. ops — «глаз»), широко известная также как двойное зрение (нем. Doppelbilder, англ. double vision), — одновременное представление двух изображений одного объекта, которые могут быть смещены по горизонтали, вертикали, диагонали или повёрнуты относительно друг друга. Сама по себе диплопия является симптомом неврологических или офтальмологических нарушений.
Это, как правило, результат нарушения функции глазодвигательных мышц (нем. Augenmuskeln, англ. extraocular muscles, EOM), когда оба глаза по-прежнему функционируют, но они не могут сходиться к нужному целевому объекту. Проблемы с EOM могут быть из-за механических проблем, нарушений нервно-мышечного соединения, нарушений в черепных нервах (III, IV, и VI), которые стимулируют мышцы, а иногда и нарушения, вовлекающие супрануклеарные глазодвигательные пути или заглатывание токсинов.
Диплопия может быть одним из первых признаков системного заболевания, в частности мышечного или неврологического процесса, и это может нарушить баланс  движения и/или способность чтения у человека.

## Классификация

### Бинокулярная
Бинокулярная диплопия — двойное зрение, возникающее в результате косоглазия, неправильного смещения глаз относительно друг друга: либо внутрь (эзотропия), либо наружу (экзотропия). То есть в то время как центральная ямка одного глаза направлена на объект, ямка другого направлена в другое место и изображение объекта приходится на периферийную область сетчатки.
Мозг вычисляет  визуальное направление  на объект на основе положения его изображения относительно ямки. Изображение, падающее на ямку, видно прямо перед собой, в то время как изображение на сетчатке за пределами ямки можно увидеть, как было сказано, выше, ниже, справа или слева от прямого взгляда в зависимости от стимулируемой области сетчатки. Таким образом, когда глаза смещены, мозг будет воспринимать два изображения одного целевого объекта, поскольку целевой объект одновременно стимулирует разные несоответствующие области сетчатки в разных глазах, производя таким образом двойное зрение.
Эта корреляция конкретных областей сетчатки одного глаза с теми же областями другого известна как корреспондентность сетчатки. Она порождает ассоциацию с бинокулярной диплопией, хотя редко замечается двоение в глазах, потому что ямка одного глаза соответствует ямке другого и изображения, падающие на обе ямки, проецируются из одной точки пространства. Таким образом, когда глаза смещены, два разных объекта будут восприниматься с полным наложением. Это явление известно как «визуальная путаница».
Мозг, естественно, защищает от двойного зрения. В попытке избежать двойного зрения он может иногда игнорировать изображение от одного из глаз; этот процесс известен как суперпрессия. Такую способность можно подавлять и обнаружить в детском возрасте, когда мозг еще только развивается. Следовательно, те, у кого косоглазие с детства, почти никогда не жалуются на двоение в глазах, а когда оно развивается в зрелом возрасте — почти всегда жалуются. Хотя эта способность может показаться положительной адаптацией к косоглазию, у развивающегося ребенка это может помешать правильному развитию зрения в пораженном глазу по причине амблиопии. Некоторые взрослые также способны подавлять свою диплопию, хотя их подавление редко бывает столь глубоким и эффективным, к тому же занимает больше времени для совмещения изображений. Однако в любом случае, они не рискуют навсегда остаться с дефектом зрения. Отсюда следует, что в некоторых случаях диплопия исчезает без медицинского вмешательства, но в иных случаях могут присутствовать её причины.
Некоторые люди с диплопией, которые не могут достичь полного слияния изображений, могут представлять подобное спазму иррегулярное движение глаз в непосредственной близости от точки фиксации (см. Horror fusionis).

### Монокулярная
Если двоение в глазах сохраняется при просмотре только одним глазом, такое двоение называется монокулярной диплопией. Если при этом возникает более двух изображений — монокулярной полиопией. Монокулярная диплопия является редким явлением и обычно представляет собой проблему с точки зрения диагностики. При этом, в подавляющем большинстве случаев, причины монокулярной диплопии являются оптическими, иные причины являются невероятно редкими. Монокулярная диплопия может возникать из-за дифракции света, метаморфопсии и церебральной полиопии. Дифференциальный диагноз множественного восприятия изображений включает в себя рассмотрение таких условий, как кератоконус поверхности роговицы, подвывих хрусталика, структурный дефект глаза, поражение передней зрительной коры или неорганические воздействия.

### Временная
Временная диплопия может быть вызвана алкогольным опьянением или черепно-мозговой травмой, такой как сотрясение мозга (если временное двоение не устраняется быстро, надо немедленно обратиться к оптометристу или офтальмологу). Она также может быть побочным эффектом антиэпилептических препаратов фенитоин и Zonisamide и антиконвульсанта ламотриджина, а также гипнотического препарата золпидема и диссоциативных препаратов кетамин и декстрометорфан. Временная диплопия также может быть вызвана уставшими и/или напряженными мышцами глаз или волевым путём. Если диплопия появляется с другими симптомами, такими как усталость и острая или хроническая боль, пациент должен немедленно обратиться к окулисту.

### Волевая
Некоторые люди способны сознательно "расцепить" свои глаза либо сводя их близко либо разводя в стороны. Кроме того, глядя на один объект позади другого объекта, изображение переднего объекта дублируется (например, размещая свой палец перед своим лицом, читая текст на мониторе компьютера). В этом случае двойное зрение не представляет какой-либо опасности или вреда и может быть даже приятным, что делает возможным просмотр стереограмм.

## Причины
Диплопия имеет широкий спектр офтальмологических, инфекционных, аутоиммунных, неврологических и опухолевых причин.
- Повреждение третьего, четвертого или шестого черепных нервов, которые контролируют движение глаз.
- Рак
- Травма
- Диабет
- Мигрень
- Рассеянный склероз
- Ботулизм
- Синдром Гийена-Барре
- Опухоль мозга
- Синусит
- Абсцесс
- Синдром Вернике[англ.]
- Болезнь Грейвса
- Пьянство
- Гетерофория
- Орбитальный миозит
- Миастения[14]
- Анизометропия
- Косоглазие
- Болезнь Лайма
- Кератоконус
- Отравление салициловой кислотой
- Приём антибиотиков группы фторхинолонов[15], нейролептиков, седативных средств, стрептомицина, глюкокортикоидов, салицилатов, амфетамина[16], опиатов
- Инсульт в стволе мозга

## Лечение
Соответствующее лечение для бинокулярной диплопии будет зависеть от причины условий, производящих симптомы. Усилия должны быть сначала направлены на то, чтобы идентифицировать и лечить причину проблемы. Варианты лечения включают: упражнения для глаз, ношение повязки на альтернативном глазе, корректирующие призмы, в более экстремальных ситуациях – хирургия или ботулотоксины.
Если диплопия оказывается неразрешимой, она может управляться в качестве последней инстанции, затемнением части поля зрения пациента. Этот подход изложен в статье о диплопии, происходящих в сочетании с условием, называемым  horror fusionis .